# NTSC

Телевізійні стандарти за країнами. Держави, де використовують систему NTSC позначено зеленим кольором.

NTSC (від англ. National Television Standards Committee — Національний комітет з телевізійних стандартів [Архівовано 27 травня 2010 у Wayback Machine.]) — розроблена в 1953 році Національним комітетом з телевізійних стандартів США.. Стандартна система кольорового телебачення в США, Канаді, Японії, Філіппінах, Південній Кореї, Тайвані та інших країнах (див. карту).
Стандарт має відносно високу частоту кадрів — 30 на секунду. Це знижує мерехтіння зображень та робить менш помітними шуми. До недоліків можна зарахувати кількість рядків розгортки, лише 525, що призводить до зниження вертикальної чіткості та до помітності рядкової структури на великих екранах.
Таблиця ілюструє різницю стандартів:
|                            | NTSC M       | PAL B,G,H      | PAL I          | PAL N        | PAL M        | SECAM B,G,H | SECAM D,K,K',L |
| -------------------------- | ------------ | -------------- | -------------- | ------------ | ------------ | ----------- | -------------- |
| Lines/Fields               | 525/60       | 625/50         | 625/50         | 625/50       | 525/60       | 625/50      | 625/50         |
| Horizontal Frequency       | 15,734 kHz   | 15,625 kHz     | 15,625 kHz     | 15,625 kHz   | 15,750 kHz   | 15,625 kHz  | 15,625 kHz     |
| Vertical Frequency         | 60 Hz        | 50 Hz          | 50 Hz          | 50 Hz        | 60 Hz        | 50 Hz       | 50 Hz          |
| Color Subcarrier Frequency | 3,579545 MHz | 4,43361875 MHz | 4,43361875 MHz | 3,582056 MHz | 3,575611 MHz |             |                |
| Video Bandwidth            | 4,2 MHz      | 5,0 MHz        | 5,5 MHz        | 4,2 MHz      | 4,2 MHz      | 5,0 MHz     | 6,0 MHz        |
| Sound Carrier              | 4,5 MHz      | 5,5 MHz        | 5,9996 MHz     | 4,5 MHz      | 4,5 MHz      | 5,5 MHz     | 6,5 MHz        |

## Див.також
- SECAM
- PAL